# Stowarzyszenie życia apostolskiego
Stowarzyszenie życia apostolskiego (łac. Societas vitæ apostolicæ) – w Kościele katolickim wspólnota religijna, która podlega własnym, zatwierdzonym przez kompetentną władzę regułom i realizująca wspólnie przyjęte cele, a której członkowie prowadzą wspólne życie. W zależności od władzy zatwierdzającej stowarzyszenia określane są jako działające na prawie diecezjalnym lub prawie papieskim. Stowarzyszenia życia apostolskiego nie są ze swej natury ani instytutami kleryckimi, ani też laickimi – naturę tę regulują przepisy własne instytutu. Stowarzyszenia różnią się od instytutów zakonnych przede wszystkim brakiem publicznych ślubów, jednak mogą wymagać tzw. innych więzów, jak przyrzeczenia czy kontrakty. Sposób działania stowarzyszenia życia apostolskiego reguluje w Kościele łacińskim Kodeks prawa kanonicznego (zwłaszcza w kanonach 731–746), natomiast w katolickich Kościołach wschodnich Kodeks kanonów Kościołów wschodnich (zwłaszcza w kanonach 554–562), w którym stosuje się nazwę stowarzyszenia życia wspólnego na wzór zakonników.

## Jurysdykcja zewnętrzna
Erygowanie stowarzyszenia jest prawem własnym każdego biskupa, który może powołać je wyłącznie we własnej diecezji. Wydanie dekretu erygującego jest równoznaczne z akceptacją reguł lub wewnętrznych konstytucji stowarzyszenia. Przed wydaniem dekretu erygującego biskup zobowiązany jest do konsultacji w tej sprawie ze Stolicą Apostolską. Dekret erygujący stowarzyszenie musi zawierać prawo do posiadania przynajmniej jednej kaplicy z prawem do przechowywania Najświętszego Sakramentu. Erygowane stowarzyszenie otrzymuje pełną autonomię w zakresie własnej organizacji oraz zarządzania majątkiem, niemniej jako stowarzyszenie na prawie diecezjalnym podlega biskupowi, który je powołał w zakresie ochrony niezależności stowarzyszenia oraz prawowierności jego działania, a także sprawowanego kultu publicznego. Pełną i nieograniczoną władzę nad stowarzyszeniem ma papież.
Stowarzyszenie życia apostolskiego może być również bezpośrednio erygowane przez Stolicę Apostolską, wówczas funkcjonuje ono na tzw. prawie papieskim. Papież ma również prawo wyjąć dowolne stowarzyszenie spod jurysdykcji kanonicznej biskupa i poddać je bezpośrednio sobie lub innemu biskupowi.
Stowarzyszenie na prawie diecezjalnym ma prawo powołać do istnienia swoje domy poza diecezją macierzystą. Erygowanie takiego domu wymaga wzajemnej umowy władz stowarzyszenia i biskupa, który powołał stowarzyszenie oraz biskupa, w którego diecezji dom ma być otwarty. Jeżeli stowarzyszenie ma swoje domy w różnych diecezjach wówczas podlega temu biskupowi, w którego diecezji znajduje się dom generalny.
Za zgodą Stolicy Apostolskiej stowarzyszenia mają prawo się łączyć w jedno lub w federacje. Prawo rozwiązania stowarzyszania przysługuje wyłącznie Stolicy Apostolskiej, która podejmuje wówczas decyzje dotyczące pozostałego majątku oraz ewentualnej inkardynacji jego członków.

## Reguły wewnętrzne
Każde stowarzyszenie życia apostolskiego musi mieć własne konstytucje, kodeksy lub reguły, które w sposób zasadniczy będą określać cel i metody działania stowarzyszenia, jego organizację, sposób zarządzania, przyjmowania oraz formowania jego członków. Zatwierdzone dekretem erekcyjnym konstytucje wewnętrzne stowarzyszenia mogą być zmienione wyłącznie przez tego, kto dekret erekcyjny wydał. Jeżeli stowarzyszenie działa na prawie diecezjalnym, to biskup, który chce wprowadzić lub zatwierdzić zmiany w konstytucjach, musi konsultować się w tej sprawie ze Stolicą Apostolską. Wszystkie inne wewnętrzne przepisy stowarzyszenia, które nie stanowią zasad fundamentalnych, mogą być dowolnie wydawane i odwoływane przez wewnętrzne władze stowarzyszenia. Stowarzyszenie życia apostolskiego ma prawo, na wzór instytutów zakonnych, wprowadzić dla swoich członków reguły rad ewangelicznych: ubóstwa, czystości i posłuszeństwa.
Członkiem stowarzyszenia życia apostolskiego ma prawo zostać wyłącznie katolik. Kandydatów i członków stowarzyszenia obwiązuje bezżeństwo. Pozostałe warunki stawiane kandydatom do stowarzyszenia zależą od wewnętrznych reguł. Stowarzyszenie ma prawo przyjmować swoich członków na czas próbny lub określony. Członkowie stowarzyszenia powinni mieszkać wspólnie. Do władz stowarzyszenia należy troska o rozwój członków.
Jeżeli stowarzyszanie ma charakter klerycki, wówczas duchowni są inkardynowani do stowarzyszenia. Kandydaci do święceń podlegają jurysdykcji biskupa, na którego prawie opiera się działanie stowarzyszenie i wzajemnym umowom pomiędzy biskupem a władzami stowarzyszenia.
Stowarzyszenie, poszczególne jego domy, a także każdy z członków stowarzyszenia osobno mają osobowość prawną i w związku z tym mają pełne prawo nabywania i zarządzania majątkiem. Prawo to może być ograniczone wewnętrznymi regułami stowarzyszenia lub (w przypadku duchownych) innymi postanowieniami prawa kanonicznego.
Sposób odejścia lub wydalenia ze stowarzyszenia regulują wewnętrzne konstytucje stowarzyszenia.
Najwyższy przełożony ma prawo wydania indultu dla podległych mu członków, ale nie dłuższego niż na trzy lata. Podlegający indultowi musi być otoczony przez ten czas opieką stowarzyszenia. Jeżeli indultowi podlega duchowny, wówczas opiekę i władze nad nim przejmuje biskup diecezjalny.
Indult trwałego odejścia lub wykluczenia wobec członka stowarzyszenia wydaje na podstawie wewnętrznych przepisów najwyższy przełożony. Taki indult wymaga jednak zatwierdzenia przez tego, na którego prawie działa stowarzyszenie. Indult trwałego odejścia lub wykluczenia jest jednocześnie dyspensą od wszystkich zobowiązań dotychczasowego członka. Indult wobec duchownego możliwy jest pod warunkiem inkardynacji go przez jakiegoś biskupa, chyba że wydalony obciążony jest suspensą.